# Artuby
Der Artuby ist ein Fluss in Frankreich, der in der Region Provence-Alpes-Côte d’Azur verläuft. Er entspringt im Regionalen Naturpark Verdon, im Gemeindegebiet von Peyroules, entwässert anfangs in südwestlicher Richtung, dreht später auf Nordwest, bildet in seinem Unterlauf den 18 Kilometer langen und bis zu 200 Meter tiefen Canyon de l’Artuby und mündet nach rund 54 Kilometern bei La Mescla, im Gemeindegebiet von Rougon, als linker Nebenfluss in den Verdon.
Auf seinem Weg berührt der Artuby die Départements Alpes-de-Haute-Provence, Alpes-Maritimes und Var.

## Orte am Fluss
- Peyroules
- La Martre
- Comps-sur-Artuby

## Sehenswürdigkeiten
- Pont de l’Artuby, Brücke über den Canyon de l’Artuby